# Philippsreut
Philippsreut ist eine Gemeinde im niederbayerischen Landkreis Freyung-Grafenau. Der gleichnamige Hauptort ist ein staatlich anerkannter Erholungsort. Die Gemeinde ist Mitglied der Verwaltungsgemeinschaft Hinterschmiding. 

## Geografie

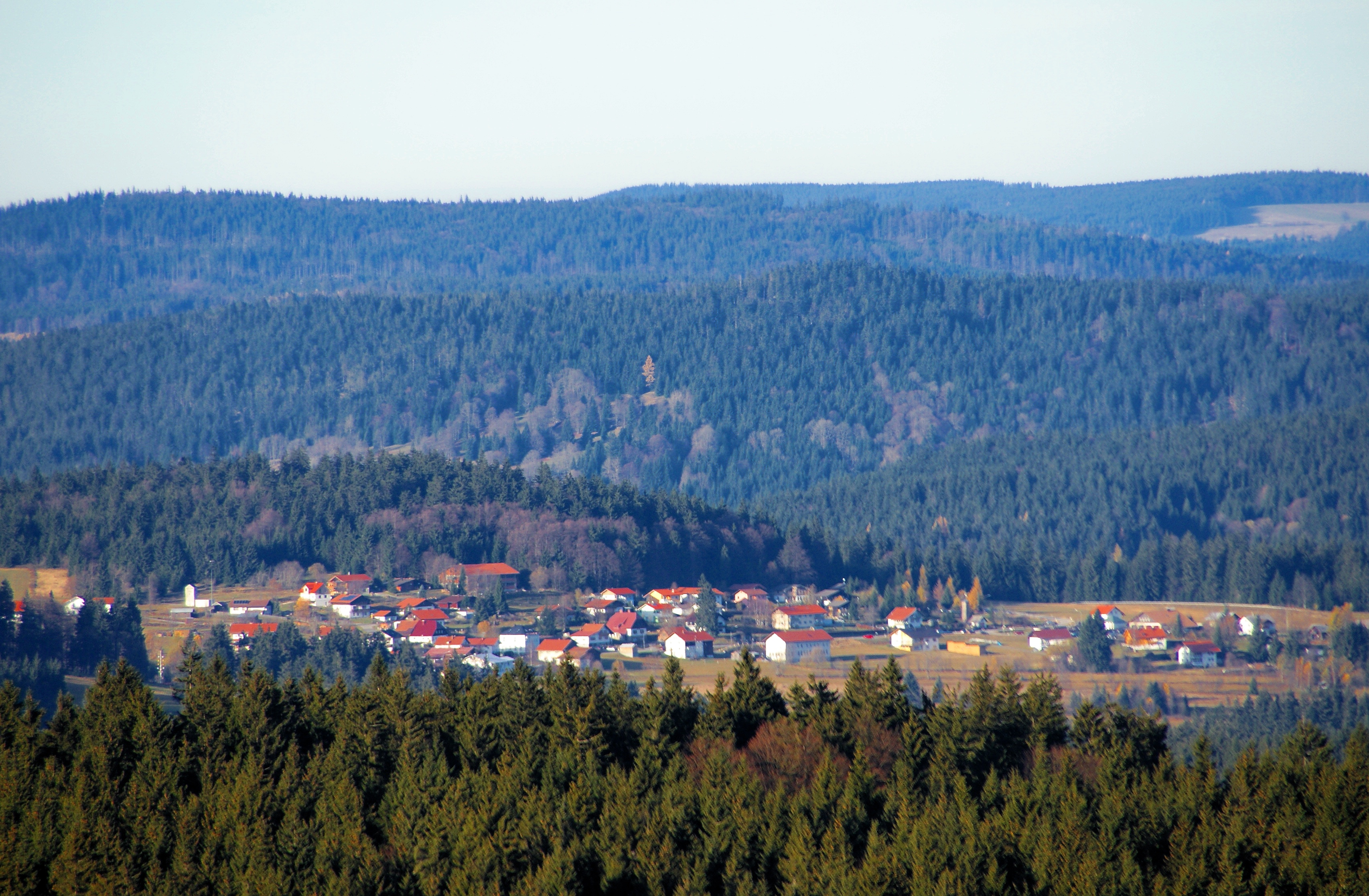
Blick vom Haidel auf Philippsreut

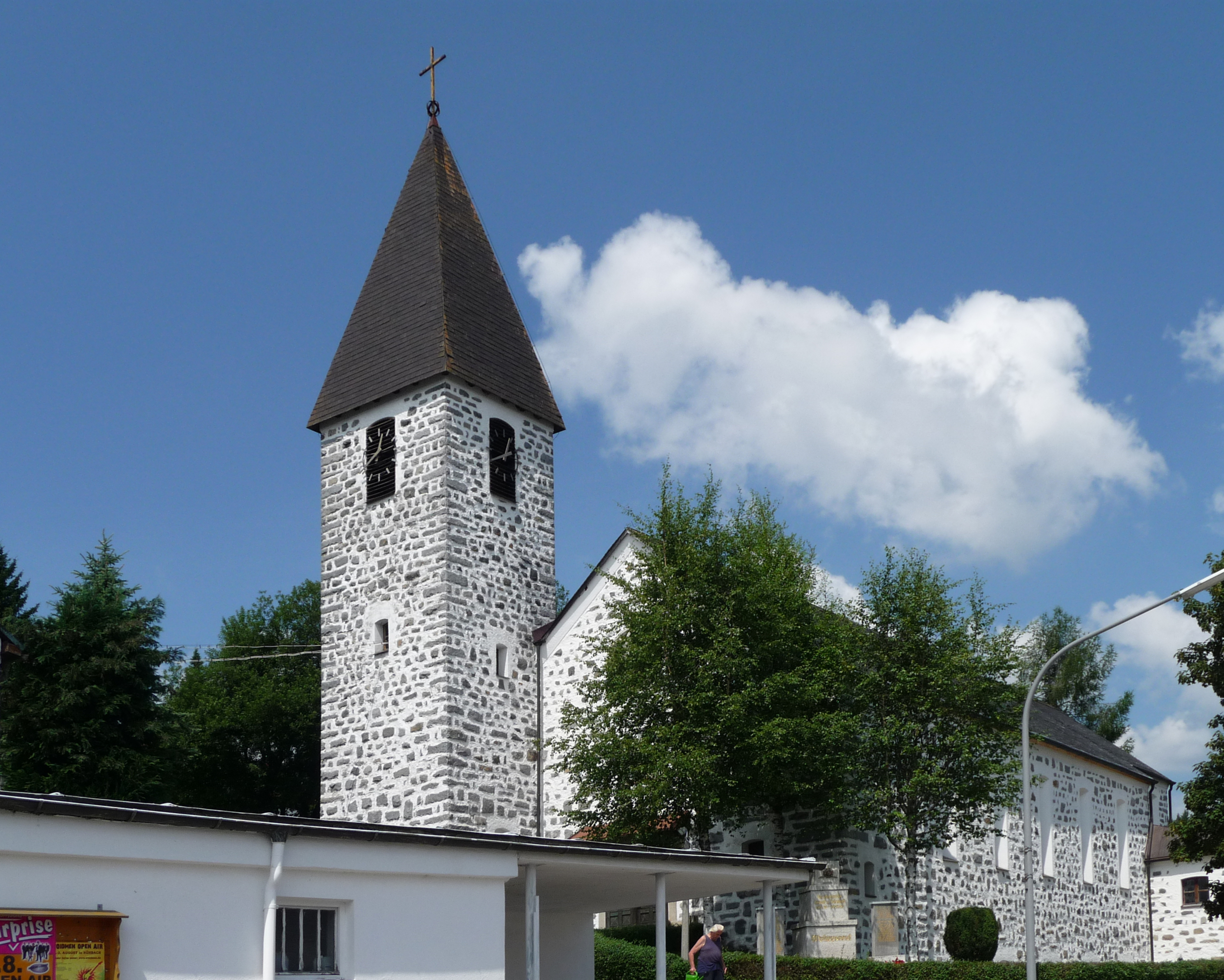
Die katholische Expositurkirche St. Karl Borromäus

### Geografische Lage
Die Gemeinde liegt in der Region Donau-Wald im unteren Bayerischen Wald direkt an der Grenze zu Tschechien (CZ) an der Glasstraße 15 km nordöstlich der Kreisstadt Freyung. Philippsreut grenzt nur an gemeindefreie Gebiete bzw. Staatsforsten und an Tschechien, hat also keine Grenze zu einer anderen Gemeinde. Das auf dem Gemeindegebiet liegende Skizentrum Mitterfirmiansreut rund um den 1140 Meter hohen Almberg ist ein beliebtes Urlaubsziel. Durch die hohe Lage der Ortschaft auf einem freien Höhenrücken herrscht hier ein ziemlich raues Klima, welches besonders durch den kalten Nordostwind, von den Einheimischen Böhmwind genannt, beeinflusst wird.
Durch die Gemeinde verläuft die Wasserscheide zwischen Donau (Schwarzes Meer) und Moldau (Nordsee); auf die Wasserscheide verweist ein Denkmal kurz vor der Ortseinfahrt aus Richtung Freyung rechts.

### Gemeindegliederung
Es gibt sechs Gemeindeteile:
- Alpe (Weiler, 1122 m ü. NHN)
- Hinterfirmiansreut (Dorf, im Volksmund „die Schmelz“ wegen einer historischen Glashütte)
- Marchhäuser (Weiler)
- Mitterfirmiansreut (Kirchdorf, 1040 m ü. NHN)
- Philippsreut (Pfarrdorf, 981 m ü. NHN)
- Vorderfirmiansreut (Dorf)

## Geschichte

### Bis zum 19. Jahrhundert
Der Ort im ehemaligen Hochstift Passau wurde 1803 mit dem größten Teil des Hochstiftsgebietes zugunsten des Erzherzogs Ferdinand von Toskana säkularisiert und fiel erst 1805 mit den Friedensverträgen von Brünn und Preßburg an Bayern. Der Ort entstand aus einer Tränkstelle am ehemaligen „Mittleren Goldenen Steig“ oder „Winterberger Weg“, dem einst bedeutendsten Handelsweg Süddeutschlands. Der Ort wurde 1692 auf Anordnung des Passauer Fürstbischofs Johann PHILIPP von Lamberg (reg.1689–1712) als „Kleinphilippsreut“ gegründet (Der Ort Mauth wurde früher Grossphilippsreut genannt).
Die Dörfer Vorder-, Mitter- und Hinterfirmiansreut wurden 1764 vom Passauer Fürstbischof Leopold Ernst Kardinal von Firmian (1763–1783) gegründet.
Im Ort selbst gab es früher viele Musikanten, die von Dorf zu Dorf und Fest zu Fest zogen. Für ein paar Pfennige spielten sie dort auf. Daher stammt der frühere Name im Volksmund Pfenniggeigerhäuser.

### 20. und 21. Jahrhundert
Am 1. Juli 1936 wurde die Gemeinde Kleinphilippsreut amtlich in Philippsreut umbenannt.
Bis 1945 gehörte auch die ehemalige Glashüttensiedlung Schwarzenthal zur Gemeinde Philippsreut.

Schneekirche Mitterfirmiansreut

Im Jahre 1911 wurde der Ort bekannt, als mit dem Bau einer Kirche aus Schnee in Mitterfirmiansreut auf den seelsorglichen Notstand in der schneereichen Gegend hingewiesen wurde. Im Winter 2011/2012 wurde im Gedenken an diese Protestaktion neuerlich eine Schneekirche errichtet. Wegen Schneemangels verzögerte sich die Fertigstellung. Bis Anfang Februar 2012 wurden schon rund 10.000 Besucher gezählt. Der Landesverband Bayern des Bundes Deutscher Architekten zeichnete die temporäre Kirche nachträglich, als sie schon geschmolzen war, mit dem BDA-Preis Bayern 2013 in der Kategorie Soziales Engagement aus.
Die Expositur Philippsreut wurde zum 1. Januar 1928 errichtet. Die ursprüngliche Expositurkirche wurde durch einen Granateneinschlag Ende April 1945 vollständig zerstört. Die heutige Kirche erbaute man in den Jahren 1946 bis 1950. Sie ist die einzige Kirche im Bistum Passau, die dem Heiligen Karl Borromäus, Bischof von Mailand, geweiht ist. Zum Pfarrsprengel gehören die Orte Philippsreut, Vorderfirmiansreut und Marchhäuser. Seit 1930 besteht die Expositur Mitterfirmiansreut. Die Expositurkirche St. Josef wurde 1923 erbaut und 1932 durch das Presbyterium erweitert. Zum Sprengel der Expositur St. Josef Mitterfirmiansreut gehören die Orte Mitter- und Hinterfirmiansreut, Alpe und Neuhäusl.

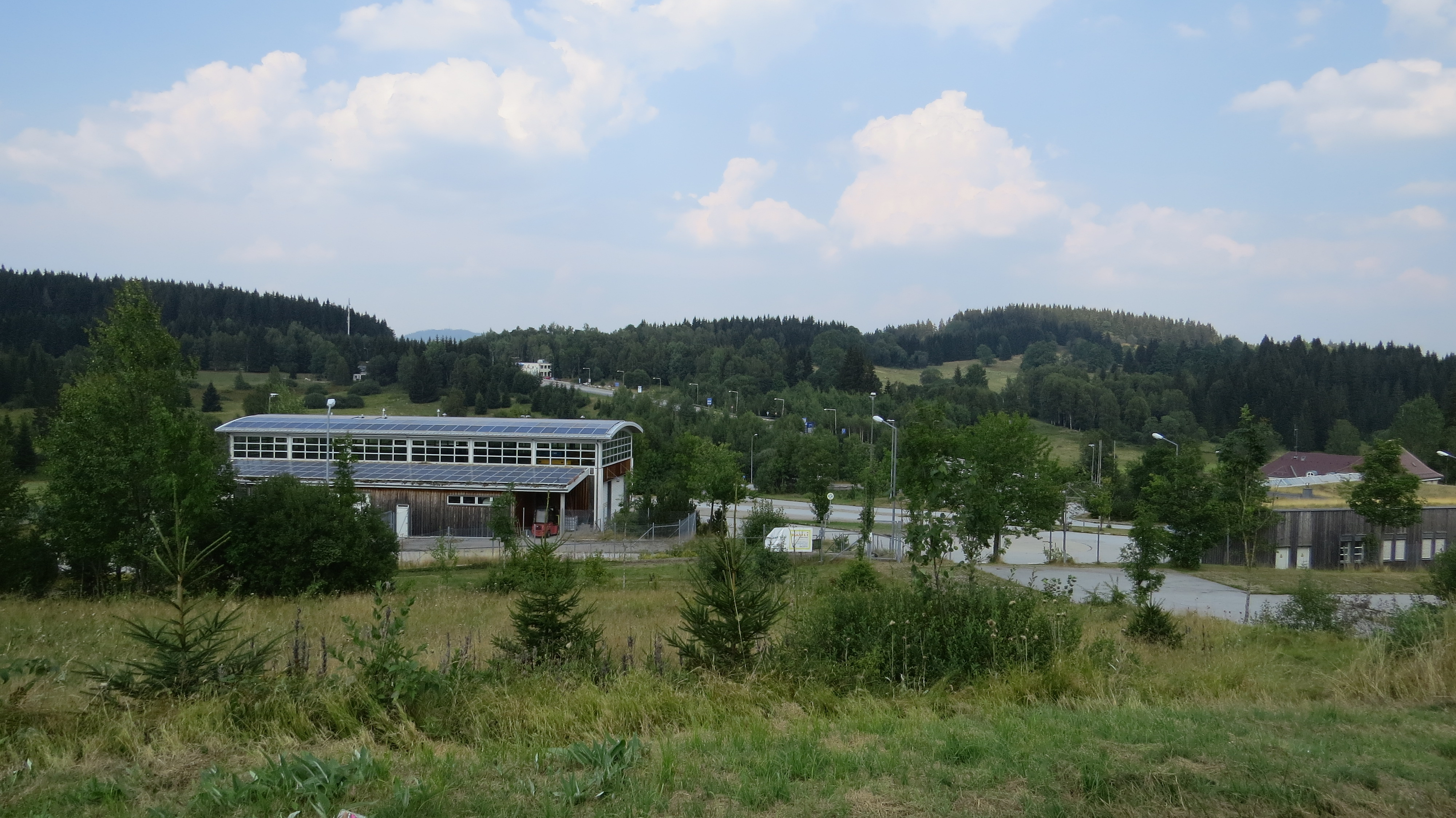
Grenzübergang nach Tschechien

Ab 1971 war in Philippsreut einer der Grenzübergange für den Straßenverkehr zwischen der Bundesrepublik Deutschland und der Tschechoslowakei, von denen es bis in die 1970er Jahre nur fünf gab.

### Eingemeindungen
Im Jahr 1945 oder 1946 wurde ein Teil der aufgelösten Gemeinde Annathal eingegliedert.

### Einwohnerentwicklung
Zwischen 1988 und 2018 sank die Einwohnerzahl von 716 auf 627 um 89 Einwohner bzw. um 12,4 % – gemeinsam mit der Nachbargemeinde Haidmühle der deutlichste Einwohnerrückgang im Landkreis im genannten Zeitraum.
- 1961: 788 Einwohner
- 1970: 738 Einwohner
- 1987: 715 Einwohner
- 1991: 750 Einwohner
- 1995: 767 Einwohner
- 2000: 785 Einwohner
- 2005: 757 Einwohner
- 2010: 716 Einwohner
- 2015: 660 Einwohner

## Politik

### Gemeinderat
Die Gemeinderatswahlen seit der hier 2015 erforderlich gewordenen Neuwahl ergaben folgende Stimmenanteile und Sitzverteilungen:

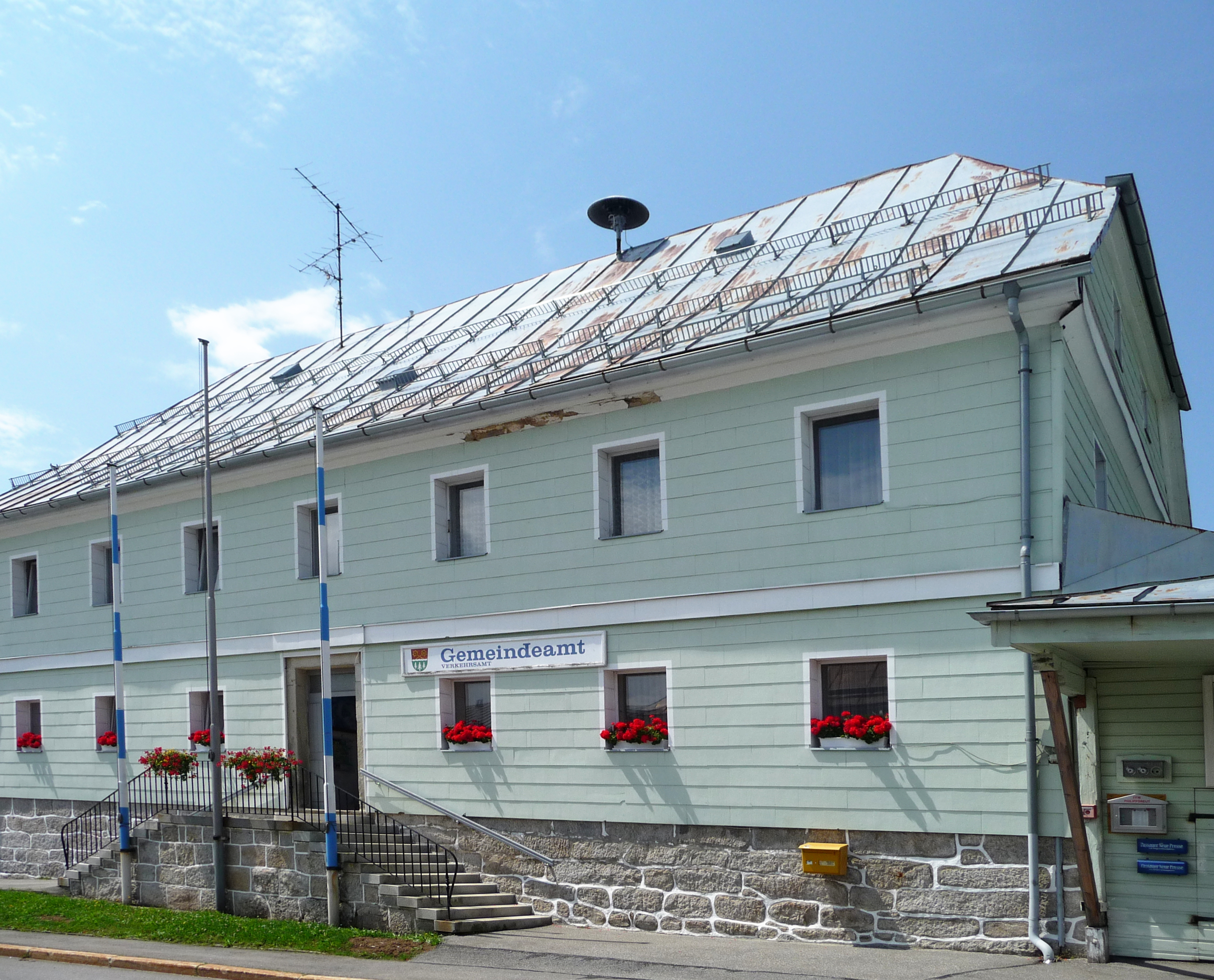
Rathaus (Gemeindeamt) von Philippsreut

| Partei/Liste                         | 2020    | 2020    | 2015  |
| Partei/Liste                         | %       | Sitze   | Sitze |
| ------------------------------------ | ------- | ------- | ----- |
| Bayernpartei/Freie Wähler            | 54,76   | 5       | 4     |
| CSU                                  | 18,21   | 1       | 2     |
| Christliche Wählergemeinschaft (CWG) | 27,03   | 2       | 2     |
| Wahlbeteiligung                      | 87,50 % | 87,50 % |       |

### Bürgermeister
Die Gemeinde Philippsreut besteht seit 1946 in ihrer heutigen Form. Liste der Bürgermeister:
- Josef Schrottenbaum aus Philippsreut 1946–1948
- Franz Friedsam aus Philippsreut 1948–1954
- Leopold Denk aus Mitterfirmiansreut 1954–1960
- Johann Blöchl aus Philippsreut 1960–1970
- Otto Damasko aus Philippsreut 1970–1996
- Alfred Schraml aus Philippsreut 1996–2014
- Helmut Knaus aus Hinterfirmiansreut seit 2014

### Wappen
| Wappen von Philippsreut | Blasonierung: „Durch einen schmalen silbernen Wellenbalken geteilt von Rot und Grün; oben schräg gekreuzt zwei goldene Bischofsstäbe, unten drei aus dem Schildrand wachsende silberne Nadelbäume.“ |
| Wappen von Philippsreut | Die Gemeinde führt das Wappen seit 1966. |

### Gemeindepartnerschaften
Gemeindepatenschaften bestehen mit den heimatvertriebenen Böhmerwäldlern aus den Orten Obermoldau, Pfefferschlag, Neugebäu und Landstraßen.

## Kultur und Sehenswürdigkeiten
- Tussetkapelle in Philippsreut als originalgetreuer Nachbau der Kapelle am Tussetberg in Tschechien, Mittelpunkt der jährlich am 15. August stattfindenden Wallfahrt zum Gnadenbild der Gottesmutter von Tusset
- 300-jährige Linde in Hinterfirmiansreut
- Aussichtsfelsen auf dem Almberg
- Pfarrkirche St. Karl Borromäus in Philippsreut
- Expositurkirche St. Josef in Mitterfirmiansreut
- Bruder-Konrad-Kapelle auf der Alm

### Vereine
Die größten Vereine der Gemeinde Philippsreut sind der Wintersportverein Mitterfirmiansreut e. V., die beiden Freiwilligen Feuerwehren Philippsreut und Mitterfirmiansreut, die Schützengilde Philippsreut, der Schützenverein Edelweiß-Alm Mitterfirmiansreut, die Bergwachtbereitschaft Wolfstein, der Sportverein Philippsreut, der Soldaten- und Kriegerverein Philippsreut, der Geflügelzuchtverein Vorderfirmiansreut sowie der Katholische Frauenkreis. Daneben gibt es weitere, kleinere Vereine.

## Wirtschaft und Infrastruktur

### Wirtschaft einschließlich Land- und Forstwirtschaft
Sozialversicherungspflichtig Beschäftigte am Wohnort gab es 229. Im verarbeitenden Gewerbe (sowie Bergbau und Gewinnung von Steinen und Erden) gab es zwei Betriebe, im Bauhauptgewerbe keine Betriebe. Zudem bestanden im Jahr 1999 36 landwirtschaftliche Betriebe mit einer landwirtschaftlich genutzten Fläche von 204 ha. Davon war alles Dauergrünfläche.

### Tourismus

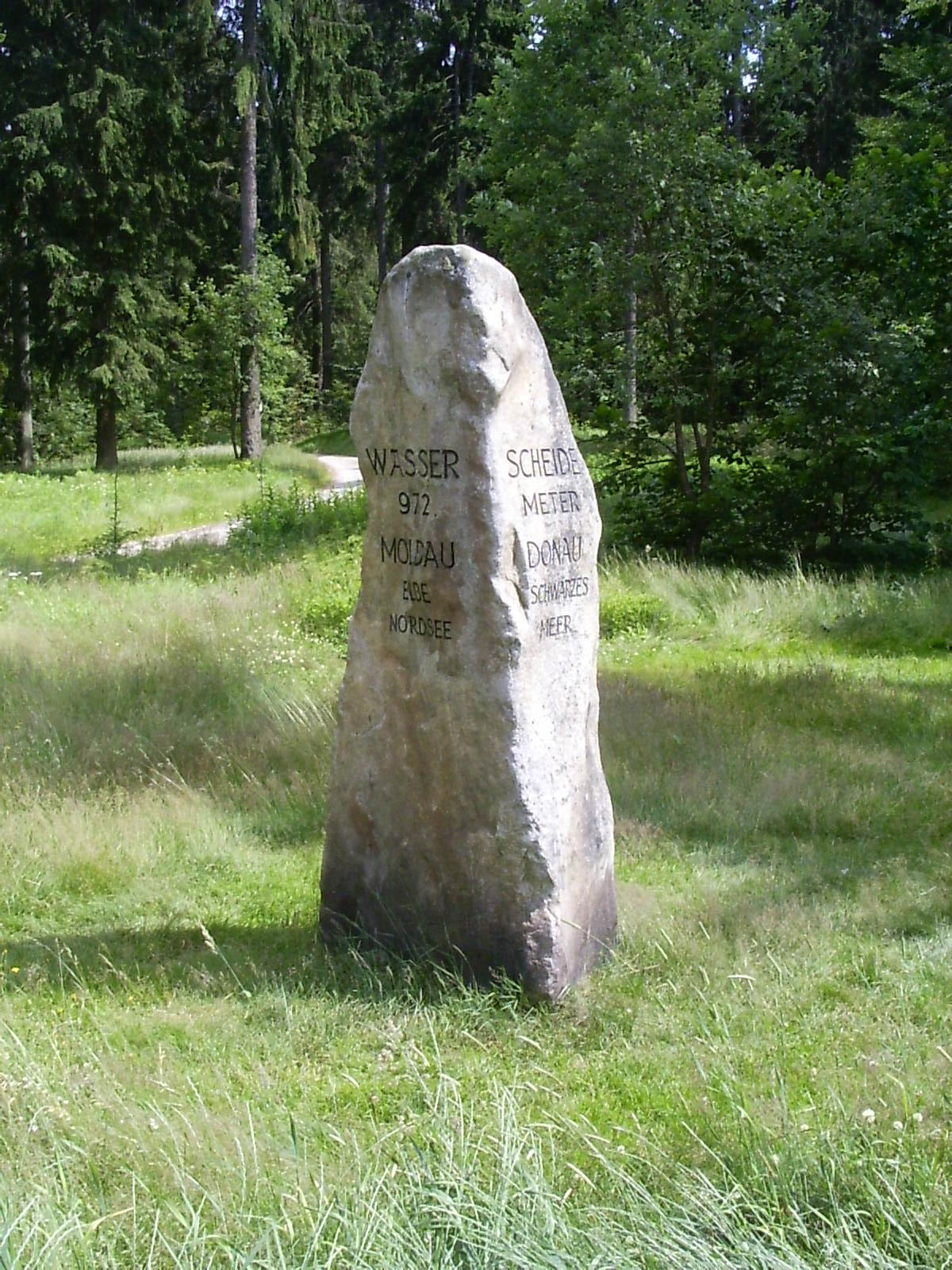
Denkmal an der Wasserscheide zwischen Donau und Moldau

In der Gemeinde liegt das Skizentrum Mitterfirmiansreut-Philippsreut, das von einem Zweckverband zwischen dem Landkreis Freyung-Grafenau und der Gemeinde Philippsreut betrieben wird. Eine Doppelsesselbahn und mehrere Schlepplifte erschließen die Skipisten aller Schwierigkeitsgrade rund um den Almberg. Mit der Errichtung des Skizentrums wurde in den 1960er Jahren begonnen. Heute ist das Skizentrum Mitterfirmiansreut-Philippsreut das größte und modernste Skizentrum des Unteren Bayerischen Waldes. Neu investiert wurde in den letzten Jahren in den „Junior-Ski-Zirkus“ nahe dem Ortsteil Alpe. Im Skizentrum befinden sich mehrere Hotels, Restaurants und Beherbergungsbetriebe. Das Skizentrum und die Gastronomieeinrichtungen bieten, vor allem saisonbedingt, zahlreiche Arbeitsplätze. Das „Familienwinterland“ Mitterdorf ist ein beliebtes Urlaubsziel. Eine ebenso große Bedeutung hat es als Naherholungsgebiet. Die Kißlinger-Abfahrt ist eine von der FIS ausgezeichnete Rennstrecke, auf der wiederholt internationale Ski-Großveranstaltungen wie der Arnold-Lunn-World-Cup stattgefunden haben.
Seit dem Jahr 2008 besteht die Möglichkeit zu grenzüberschreitenden Wanderungen. Zwei Grenzübertrittspunkte stellen bei Vorder- und Hinterfirmiansreut einen Anschluss an das Wegenetz im Böhmerwald her. Dem Wanderer bieten sich dabei imposante Eindrücke von den abgegangenen deutschen Orten im Böhmerwald (Landstrassen, Ober-/Unterlichtbuchet u. a.).

### Verkehr
Die Bundesstraße 12 führt quer durch das Gemeindegebiet zum sehr stark befahrenen Grenzübergang nach Strážný (Kuschwarda) in Tschechien, wo die Straße in die Schnellstraße 4 nach Prag übergeht. Nach dem EU-Beitritt Tschechiens zum 1. Mai 2004 nahm der Verkehr weiter zu; wegen der Zollfreiheit wurde der Personalbestand am Grenzübergang drastisch reduziert. Nach dem Inkrafttreten der Schengener Abkommen für die deutsch-tschechische Grenze am 21. Dezember 2007 wurde der Grenzübergang ganz aufgelassen. Die B 12 führt über eine neu errichtete Umgehungsstraße um den Ort herum direkt zum Grenzübergang. Auf der B 12 sind es rund 50 km nach Passau und in Gegenrichtung 165 km auf der R 4 in die tschechische Hauptstadt Prag.

### Bildung
Es gibt folgende Einrichtungen (Stand: 1999):
- Kindergarten
- Schulverbände mit Mauth und Haidmühle (Grundschule), Hohenau und Freyung (Hauptschule)
- weiterführende Schulen (Realschule, Gymnasium) können in Freyung besucht werden

## Ehrenbürger
- Otto Damasko (†), Erster Bürgermeister von 1970 bis 1996, Ernennung zum Ehrenbürger
- Ernst Dorn (†), Oberstudiendirektor a. D., Buchautor und Heimatforscher, Träger des Bundesverdienstkreuzes
- Max Richtsfeld, langjähriger (40 Jahre) katholischer Ortspfarrer von Philippsreut und Mitterfirmiansreut bis 2006, Ernennung zum Ehrenbürger anlässlich seines 70. Geburtstages am 3. April 2004
- Max Springer (†), verdienter Gemeindeschreiber
- Karl Kißlinger (1926–2008), MdB a. D., ehemaliger Lehrer in Mitterfirmiansreut, Initiator des Skitourismus in Mitterfirmiansreut, Ehrenbürger seit 1965
- Max Brandner (†), Expositus von 1944 bis 1950, Erbauer der Pfarrkirche St. Karl Borromäus, Ehrenbürger seit 1976